# Exocentrus miguelensis
Exocentrus miguelensis là một loài bọ cánh cứng trong họ Cerambycidae.